# Perfume Global Compilation "LOVE THE WORLD"
《Perfume Global Compilation "LOVE THE WORLD"》(퍼퓸 글로벌 컴필레이션 러브 더 월드)는 퍼퓸의 글로벌 컴필레이션 음반이다. 2012년 9월 12일 도쿠마 재팬 커뮤니케이션을 통해 발매되었다.
이제까지 발표된 퍼퓸의 곡 가운데 〈일본 외 해외 팬들을 위한 입문편〉이란 콘셉트로 팝적이고 댄서블한 노래나 해외에서도 히트할만한 노래를 모아 수록하였으며 그 가운데는 이 음반만을 위해 새로 믹스한 곡도 존재한다. 글로벌 컴필레이션이란 이름대로 해외에서의 음원 판매나 CD 발매도 예정되어 있다.
한정판 DVD에 수록된 〈Fake It〉 뮤직 비디오는 퍼퓸의 팬클럽인 P.T.A. 회원 가운데 400명을 초대하여 요코하마 블리츠에서 촬영되었다. 또 과거에 10번 실시된 한정판 '격레어기획'도 '격레어기획!! 부활 & 파이널!!'이란 이름으로 이번을 기해 다시 실시된다.

## 제작
2012년 7월 23일, 퍼퓸은 가을에 자신들의 첫 해외 투어이자 아시아 투어 공연을 개최함과 함께 과거에 발매한 곡들은 수록한 컴필레이션 음반을 9월 12일에 발매할 것이라고 발표했다.
2012년 8월 10일에는 음반의 자켓 사진과 수록곡이 공개되었다.

## 수록곡
| #   | 제목                                                  | 재생 시간 |
| --- | ----------------------------------------------------- | --------- |
| 1.  | 〈폴리리듬〉 (ポリリズム)                             |           |
| 2.  | 〈edge (⊿-mix)〉                                      |           |
| 3.  | 〈love the world〉                                    |           |
| 4.  | 〈일렉트로 월드〉 (エレクトロ・ワールド)              |           |
| 5.  | 〈초콜릿 디스코〉 (チョコレイト・ディスコ) (2012-Mix) |           |
| 6.  | 〈SEVENTH HEAVEN〉                                    |           |
| 7.  | 〈GAME〉                                              |           |
| 8.  | 〈시크릿 시크릿〉 (シークレットシークレット)          |           |
| 9.  | 〈NIGHT FLIGHT〉                                      |           |
| 10. | 〈Baby cruising Love〉                                |           |
| 11. | 〈Butterfly〉                                         |           |
| 12. | 〈FAKE IT〉                                           |           |
| 13. | 〈레이저 빔〉 (レーザービーム)                        |           |
| 14. | 〈GLITTER〉                                           |           |
| 15. | 〈MY COLOR〉 (LTW-mix)                                |           |
| 16. | 〈Dream Fighter〉                                     |           |

### DVD
한정판에만 포함되어 있다
| #  | 제목                                       | 재생 시간 |
| -- | ------------------------------------------ | --------- |
| 1. | 〈FAKE IT〉 (Video Clip)                   |           |
| 2. | 〈FAKE IT〉 (Video Clip Making)            |           |
| 3. | 〈폴리리듬〉 (Historical Live Act Version) |           |